# Épinay-sur-Orge
Épinay-sur-Orge ist eine französische Gemeinde mit 10.626 Einwohnern (Stand 1. Januar 2022) im Département Essonne in der Region Île-de-France; sie gehört zum Arrondissement Palaiseau und zum Kanton Longjumeau.

## Geographie
Umgeben ist Épinay-sur-Orge von den Nachbargemeinden Longjumeau im Norden und Nordwesten, Savigny-sur-Orge im Nordosten und Osten, Villemoisson-sur-Orge im Südosten, Sainte-Geneviève-des-Bois im Süden, Villiers-sur-Orge im Südwesten und Ballainvilliers im Westen. Durch die Gemeinde fließen die Yvette und die Orge.

## Geschichte
Die Funde zahlreicher Silices deuten auf eine frühzeitige Besiedlung der Gegend hin. Die Abtei Saint-Germain führte die Ortschaft ab dem 12. Jahrhundert als Besitztum in ihren Büchern. Die Kapelle des heiligen Rochus von Montpellier wurde 1458 errichtet.

## Gemeindepartnerschaften
Seit 1991 bestehen Kontakte zur rumänischen Gemeinde Vizantea-Livezi.

## Sehenswürdigkeiten

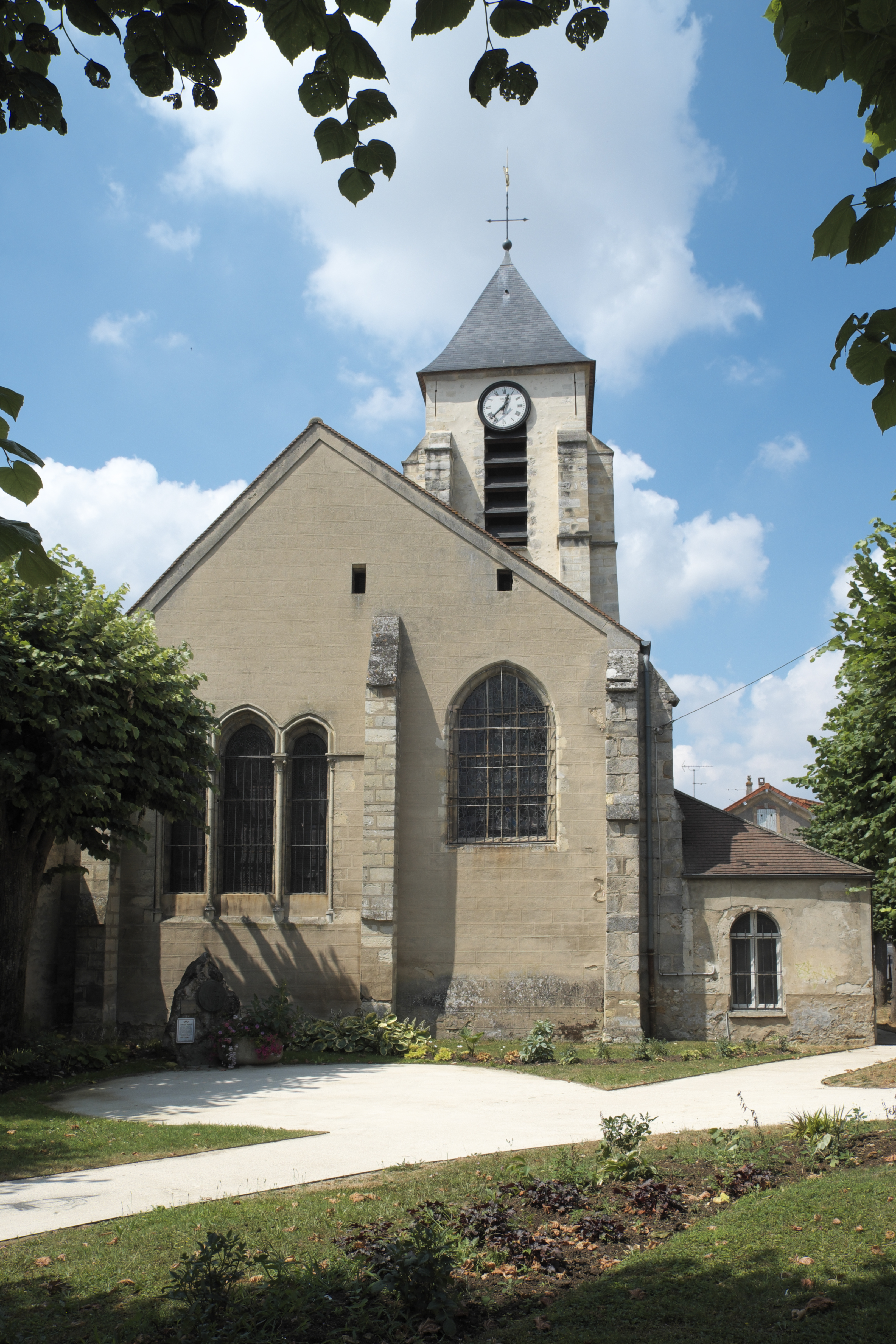
Kirche Saint-Leu-Saint-Gilles

- Kirche Saint-Leu-Saint-Gilles, zwischen dem 13. und 15. Jahrhundert errichtet, mit Wurzel-Jesse-Fenster aus dem 16. Jahrhundert
- Meilenstein aus dem 18. Jahrhundert (als Monument historique eingetragen[1])
- Kapelle des heiligen Rochus und des heiligen Sebastian, errichtet im 15. Jahrhundert

## Persönlichkeiten
- René Pavard (1934–2012), Radrennfahrer